# 갈색붓털쥐
갈색붓털쥐 또는 토마스에티오피아붓털쥐(학명: Lophuromys brunneus)는 쥐과 붓털쥐속에 속하는 설치류이다. 에티오피아 남부 지역에서 발견된다.

## 특징
꼬리 길이 80mm를 제외한 완모식표본의 몸길이는 125mm이다. 몸의 털은 연한 갈색이고, 배 쪽은 연한 갈색 또는 점토색을 띤다.

## 분포 및 서식지
토마스에티오피아붓털쥐는 에티오피아 남부 고지대의 토착종으로 세미엔 산맥부터 만노-짐마 산맥까지 지역에서 발견된다. 모식 산지는 오모강 근처이다.

## 분류학
원래는 1906년 토마스(Oldfield Thomas)가 1905년 5월 13일 수집한 표본을 토대로 회색붓털쥐(Lophuromys aquilus)의 아종(L. aquilus brunneus)으로 기술했다. 1936년 노랑반점붓털쥐(Lophuromys flavopunctatus)의 아종(L. flavopunctatus zaphiri)으로 재분류했다. 그리고 2002년에 별도의 종으로 승격되었다.

## 계통발생학
근연종은 에티오피아숲붓털쥐(Lophuromys chrysopus)이다. 노랑반점붓털쥐와 교배로 나타난 종으로 간주된다.